# Gloydius
Gloydius – rodzaj jadowitych węży z podrodziny grzechotników (Crotalinae) w rodzinie żmijowatych (Viperidae).

## Zasięg występowania
Rodzaj obejmuje gatunki występujące w Azji (Rosja (włącznie z Wyspami Kurylskimi), Azerbejdżan, Kazachstan, Kirgistan, Tadżykistan, Turkmenistan, Uzbekistan, Iran, Afganistan, Mongolia, Chiny, Japonia, Korea Północna, Korea Południowa, Pakistan, Indie, Bhutan i Nepal).

## Systematyka

### Etymologia
- Trigonocephalus: gr. τριγονον trigōnon „trójkąt”, od τρεις treis, τριων triōn „trzy”[7]; κεφαλος -kephalos „-głowy”, od κεφαλη  kephalē „głowa”[8]. Gatunek typowy: Coluber halys Pallas, 1776.
- Halys: epitet gatunkowy Coluber halys Pallas, 1776[4]. Gatunek typowy: Coluber halys Pallas, 1776.
- Gloydius: Howard Kay Gloyd (1902–1978), amerykański herpetolog[2]. Nazwa zastępcza dla Halys J.E. Gray, 1849 (nazwa zajęta przez Halys Fabricius, 1803 (Hemiptera)).

### Podział systematyczny
Do rodzaju należą następujące gatunki:

- Gloydius angusticeps Shi, Yang, Huang, Orlov & Li, 2018
- Gloydius blomhoffii (Boie, 1826)
- Gloydius brevicaudus (Stejneger, 1907)
- Gloydius caraganus (Eichwald, 1831)
- Gloydius caucasicus (Nikolsky, 1916)
- Gloydius chambensis Kuttalam, Santra, Owens, Selvan, Mukherjee, Graham, Togridou, Bharti, Shi, Shanker & Malhotra, 2022
- Gloydius changdaoensis Li, 1999
- Gloydius cognatus (Gloyd, 1977)
- Gloydius halys (Pallas, 1776) – mokasyn hali[9]
- Gloydius himalayanus (Günther, 1864) – mokasyn himalajski[9]
- Gloydius huangi Wang, Ren, Dong, Jiang, Shi, Siler & Che, 2019
- Gloydius intermedius (Strauch, 1868)
- Gloydius lateralis Zhang, Shi, Li, Yan, Wang, Ding, Du, Plenković-Moraj, Jiang & Shi, 2022
- Gloydius lipipengi Shi, Liu & Malhotra, 2021
- Gloydius liupanensis Liu, Song & Luo, 1989
- Gloydius monticola (Werner, 1922) – mokasyn górski[9]
- Gloydius qinlingensis (Song & Chen, 1985)
- Gloydius rickmersi Wagner, Tiutenko, Borkin & Simonov, 2015
- Gloydius rubromaculatus Shi, Li & Liu, 2017
- Gloydius shedaoensis (Zhao, 1979)
- Gloydius stejnegeri (Rendahl, 1933)
- Gloydius strauchi (Bedriaga, 1912) – mokasyn chiński[9]
- Gloydius swild Shi & Malhotra, 2021
- Gloydius tsushimaensis (Isogawa, Moriya & Mitsui, 1994)
- Gloydius ussuriensis (Emelianov, 1929)
- Gloydius variegatus Ren, Huang, Wu, Jiang & Li, 2024